# Palise
Palise é uma comuna francesa na região administrativa de Borgonha-Franco-Condado, no departamento de Doubs. Estende-se por uma área de 2,09 km². Em 2010 a comuna tinha 145 habitantes (densidade: 69,4 hab./km²).